# 角色職業
在角色扮演遊戲（RPG）中，經常使用職業將擁有不同能力的遊戲角色進行分類。 每個角色職業具有不同的能力數值、特殊技能和背景故事。有些遊戲允許玩家讓角色轉換職業、或是獲取多個職業；有些遊戲須在開始時決定職業，也有在遊戲過程中取得的。此外、也有些遊戲完全不使用職業這項設計。有一些角色職業是定型角色。

## 類型
在奇幻類角色扮演遊戲中、職業此一設定相當常見，以龍與地下城為例，職業類型有四：
- 戰士：擅長戰鬥。
- 法師：擅長施放魔法。
- 僧侶：擅長治療。
- 盜賊：擅長執行專業技能。

非奇幻類的遊戲中，可能會將魔法轉換為心理學或科學類的能力，將僧侶的治療能力改為醫學。
此外、還有一些混合上述性質的職業，例如：
- 聖騎士：既能戰鬥也能治療。結合戰士與僧侶。
- 吟遊詩人：強調交際能力和輔助性質的法術。結合法師與盜賊。

## 設計
在一部份的遊戲機制中，當玩家選擇了某一種職業，在獲取該職業的期間便會獲得一些額外的能力，同時也可能會有一些限制，例如戰士不能使用魔法道具，而法師無法穿戴重型盔甲等。隨著角色的經驗值提升，可以選擇一個進階的職業。例如一名起先是戰士的角色可以在經驗值提升後、選擇成為一名傭兵、或是成為聖騎士。在一些沒有職業設計的遊戲中，可能會以選擇技能來做為職業的替代方案。